# Atyria boeta
Atyria boeta är en fjärilsart som beskrevs av Paul Mabille 1896. Atyria boeta ingår i släktet Atyria och familjen mätare. Inga underarter finns listade i Catalogue of Life.